# Dymitr (Zacharengas)
Dymitr, imię świeckie Themistokles Zacharengas (ur. 28 lutego 1965 w Sohos) – grecki duchowny prawosławny, od 2004 metropolita Dar es-Salaam (tytularnie Irinoupolis).

## Życiorys
Święcenia prezbiteratu przyjął w 1999 r. 16 października 2002 otrzymał chirotonię biskupią. W czerwcu 2016 r. brał udział w Soborze Wszechprawosławnym na Krecie.